# Питър Ратклиф
 Питър Джон Ратклиф (на английски: Peter John Ratcliffe) е английски лекар.
Роден е на 14 май 1954 година в Моркам, Ланкашър. Получава бакалавърска степен от Кеймбриджкия университет, а след това защитава магистратура в Лондонския университет „Кралица Мери“ и се връща за докторат в Кеймбридж. Работи в Оксфордския университет, като изследванията му са в областта на нефрологията, най-вече на регулацията на създавания в бъбреците хормон еритропоетин.
През 2019 година Ратклиф, заедно с Уилям Келин и Грег Семенза, получава Нобелова награда за физиология или медицина „за откритията им за начините, по които клетките усещат и се адаптират към наличието на кислород“.